# Parc Jeanne-Mance
Pour les articles homonymes, voir Jeanne Mance (homonymie).
Le parc Jeanne-Mance est un parc urbain de Montréal, situé dans l'arrondissement Le Plateau-Mont-Royal. Il a été nommé en l'honneur de la cofondatrice de Montréal, Jeanne Mance. Il est situé à l'est de l'avenue du Parc, entre l'avenue du Mont-Royal et l'avenue des Pins (en face du Parc du Mont-Royal)

## Histoire
L'histoire du parc commence à la fin du XIXe siècle avec l'aménagement du Parc Mont-Royal et l'acquisition par la Ville de Montréal des terrains de la montagne, qui regroupent la pente de la montagne jusqu'à l'avenue Esplanade, entre l'avenue des Pins et l'avenue du Mont-Royal. 
En 1910, à l'occasion du Congrès eucharistique de Montréal, un mouvement de refrancisation de la toponymie montréalaise se dessine dans la population, orchestré par une campagne de presse demandant la dénomination de ce parc - auparavant appelé Fletcher’s Field - en hommage à la fondatrice du premier Hôtel-Dieu de Montréal dont l'hôpital est situé à proximité. Devenu rapidement populaire, ce nom officieux de Jeanne-Mance reste attaché au parc jusqu'en 1990, au moment de son officialisation.

## Activités et attraits
- On y retrouve une panoplie d'installations d'activités de plein-air (aire de jeu des tout-petits et pour enfants, pataugeoire, aire multisports, terrain de baseball et de tennis, terrain de soccer, patinoire extérieure).
- Au coin de l'avenue Mont-Royal et de l'avenue du Parc, on trouve une fontaine art-déco ayant une inscription apposée à l'honneur de Louis Rubenstein.

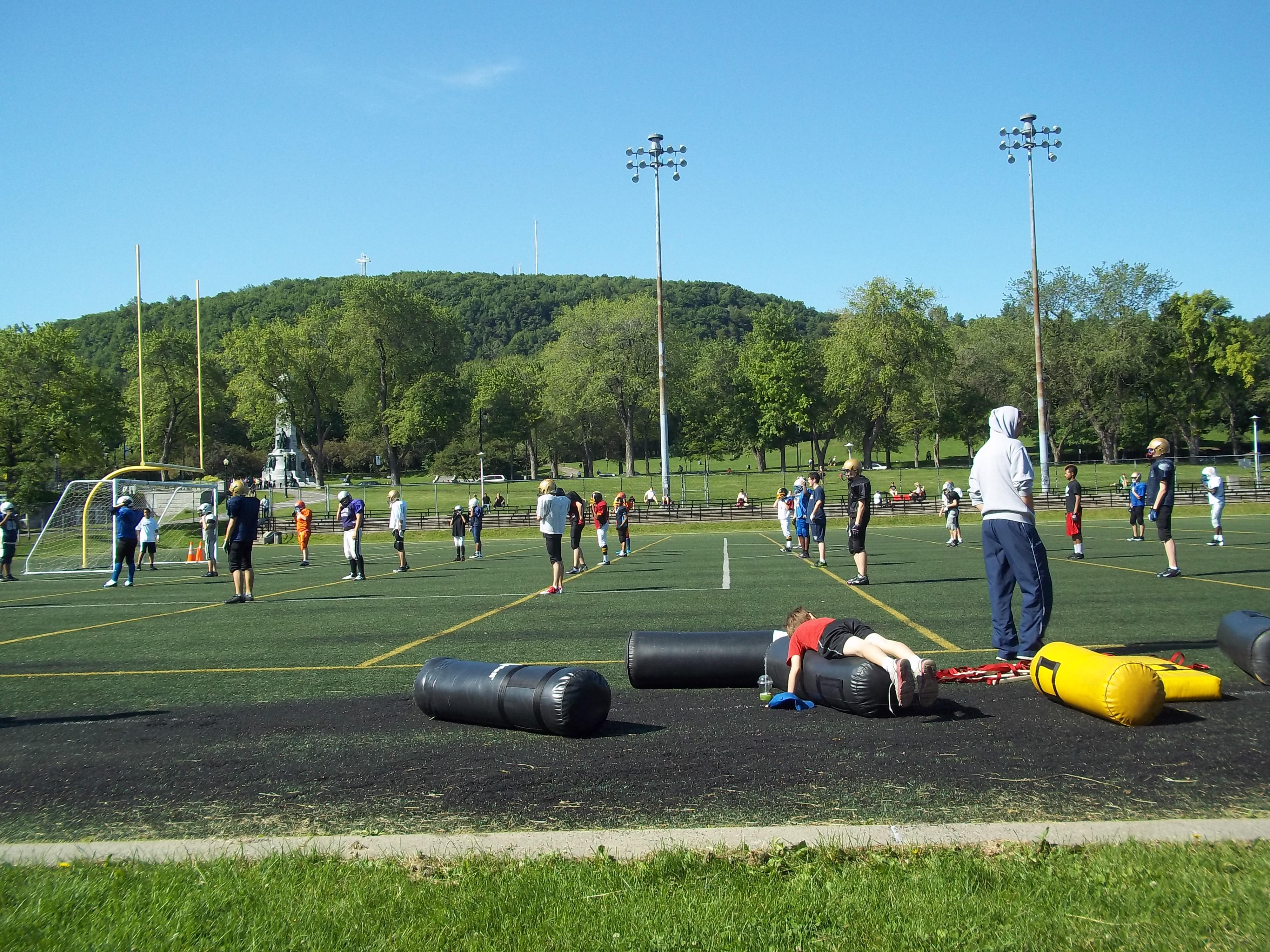
Terrain de soccer
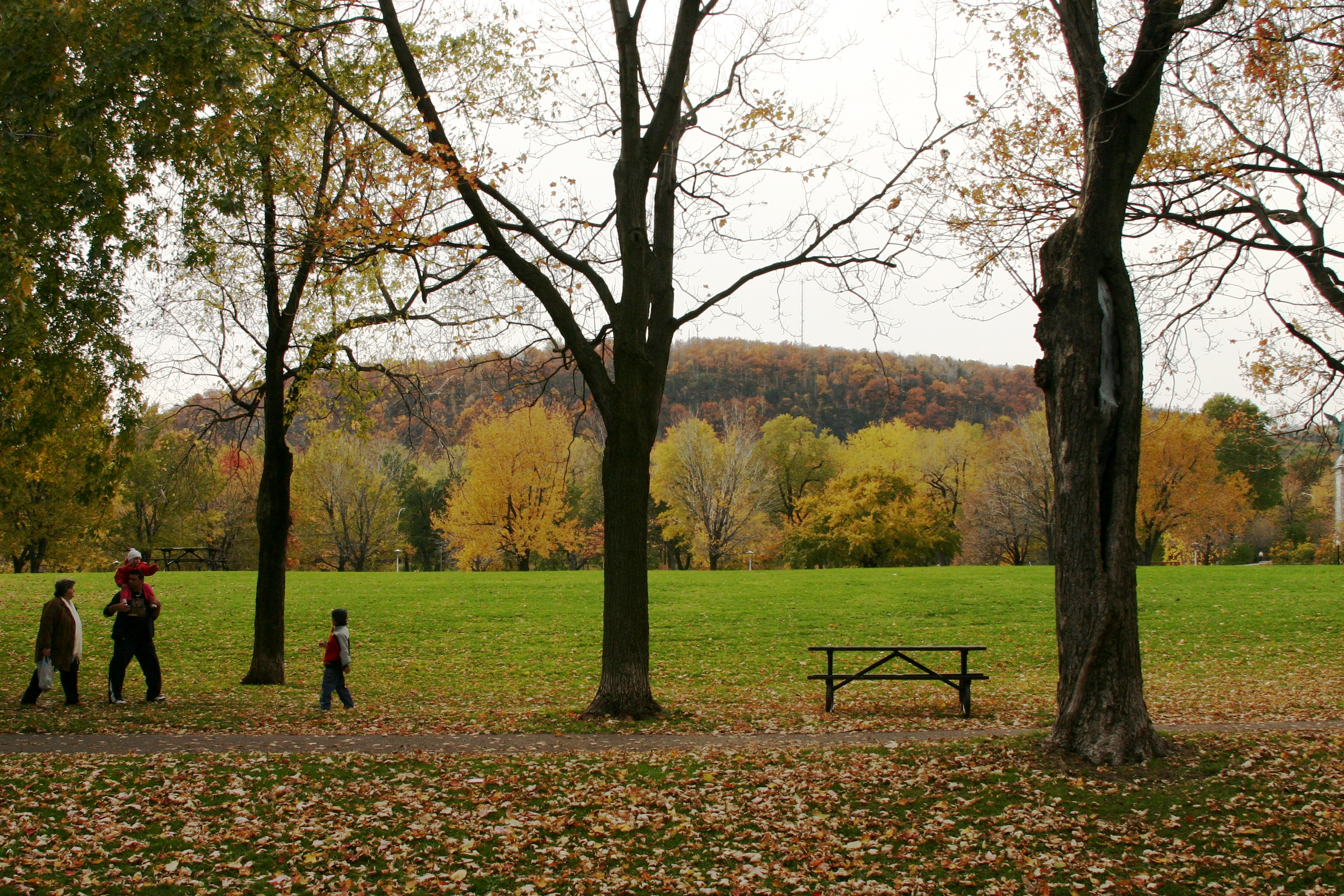
Table de pique-nique